# کریستین یول
کریستین یول (دانمارکی: Christian Juhl; ۲۹ آوریل ۱۸۹۸ – ۲۷ سپتامبر ۱۹۶۲) ژیمناست هنری اهل دانمارک بود.